# Marie-Paule Villeneuve
Marie-Paule Villeneuve est une écrivaine, journaliste et critique littéraire canadienne (québécoise). 

## Biographie
Née à Dolbeau-Mistassini au Lac Saint-Jean, Marie-Paule Villeneuve a fait des études en histoire et en philosophie à l'Université de Sherbrooke.
Marie-Paule Villeneuve a travaillé plusieurs années pour différents médias écrits, dont Le Devoir, La Presse canadienne et Le Droit. 
Elle a fondé l'agence littéraire Alinéa, dont elle est présidente en 2012.

## Publications
- L'Enfant cigarier, VLB éditeur, 1999.  (ISBN 978-2-89005-710-4) (présentation en ligne)
- Derniers quarts de travail, Éditions Triptyque, 2004.  (ISBN 978-2890314986) (présentation en ligne)
- (illustrations de Patrice Audet) Qui a enlevé Polka ?, Éditions de la Paix, 2004.  (ISBN 9782922565812)
- Les Demoiselles aux allumettes, VLB, 2005.  (ISBN 978-2890059139) (présentation en ligne)
- Le Tiers-Monde au fond de nos bois, Éditions Fides, 2009.  (ISBN 9782762130027) (présentation en ligne)
- Salut mon oncle !, Éditions Triptyque, 2012.  (ISBN 978-2-89031-796-3) (présentation en ligne)